# Otto Wilfert

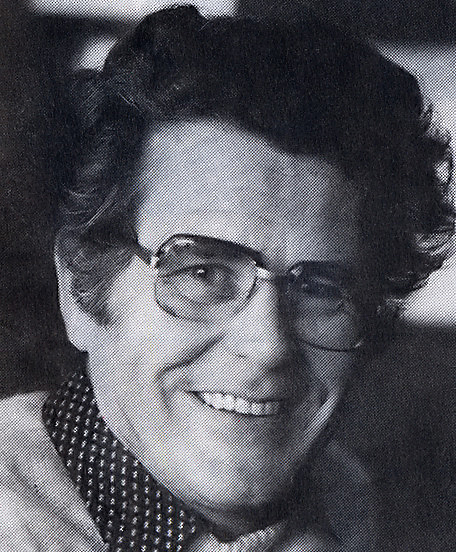
Otto Wilfert (1984)

Otto Wilfert (* 11. März 1935; † 20. August 2013) war ein deutscher Journalist und Autor sowie langjähriger ZDF-Redakteur. Zeitlebens veröffentlichte er Zeitungsartikel und schrieb wiederholt auch für die von Eugen Kogon und Walter Dirks gegründeten und herausgegebenen Frankfurter Hefte.  Seine Anfänge beim Fernsehen machte er 1962 beim NDR in der Panorama-Redaktion unter der Leitung von Gert von Paczensky.
Seit dem 1. April 1963, dem ersten Sendejahr des ZDF, war er Redakteur für Gesellschaftspolitik in der Chefredaktion des Senders. Darüber hinaus war Otto Wilfert seit 1974 im Personalrat des ZDF, dessen Vorsitz er 1980 bis 1988 übernahm.
Auch leitete er 1989 bis 1994 die Senderedaktion Offene Reihen und Sondersendungen. In den frühen 1990er Jahren begleitete Otto Wilfert seitens des ZDF die konzeptionelle Entwicklung des neu gegründeten ARTE-Programms, insbesondere im Hinblick auf das damalige Novum der Themenabende. In der Zeit entstanden unter seiner Federführung als Redaktionsleiter elf ARTE-Themenabende pro Jahr. Von 1992 bis 1995, dem Jahr seines Ausscheidens aus dem aktiven Dienst, war er des Weiteren mit den Aufgaben des „Subkoordinators Chefredaktion“ für den europäischen Kulturkanal betraut.
Nach seiner Zeit beim Fernsehen machte er sich weiterhin für Mitbestimmung durch Arbeitnehmer und Programmgestalter im Öffentlich-rechtlichen Rundfunk stark und begleitete Diskussionen zu Rundfunk-Staatsverträgen kritisch mit seiner Expertise und Erfahrung als ehemaliger Personalrats- und RFFU-Vorsitzender.

## Ausbildung
Seine journalistische Ausbildung erwarb Otto Wilfert am Werner-Friedmann-Institut in München, das während seines Studiums dort 1959 in Deutsche Journalistenschule umfirmiert wurde. Zu seinen Dozenten gehörten Immanuel Birnbaum, Hermann Proebst, W. E. Süsskind und Wolf Schneider.

## Themen

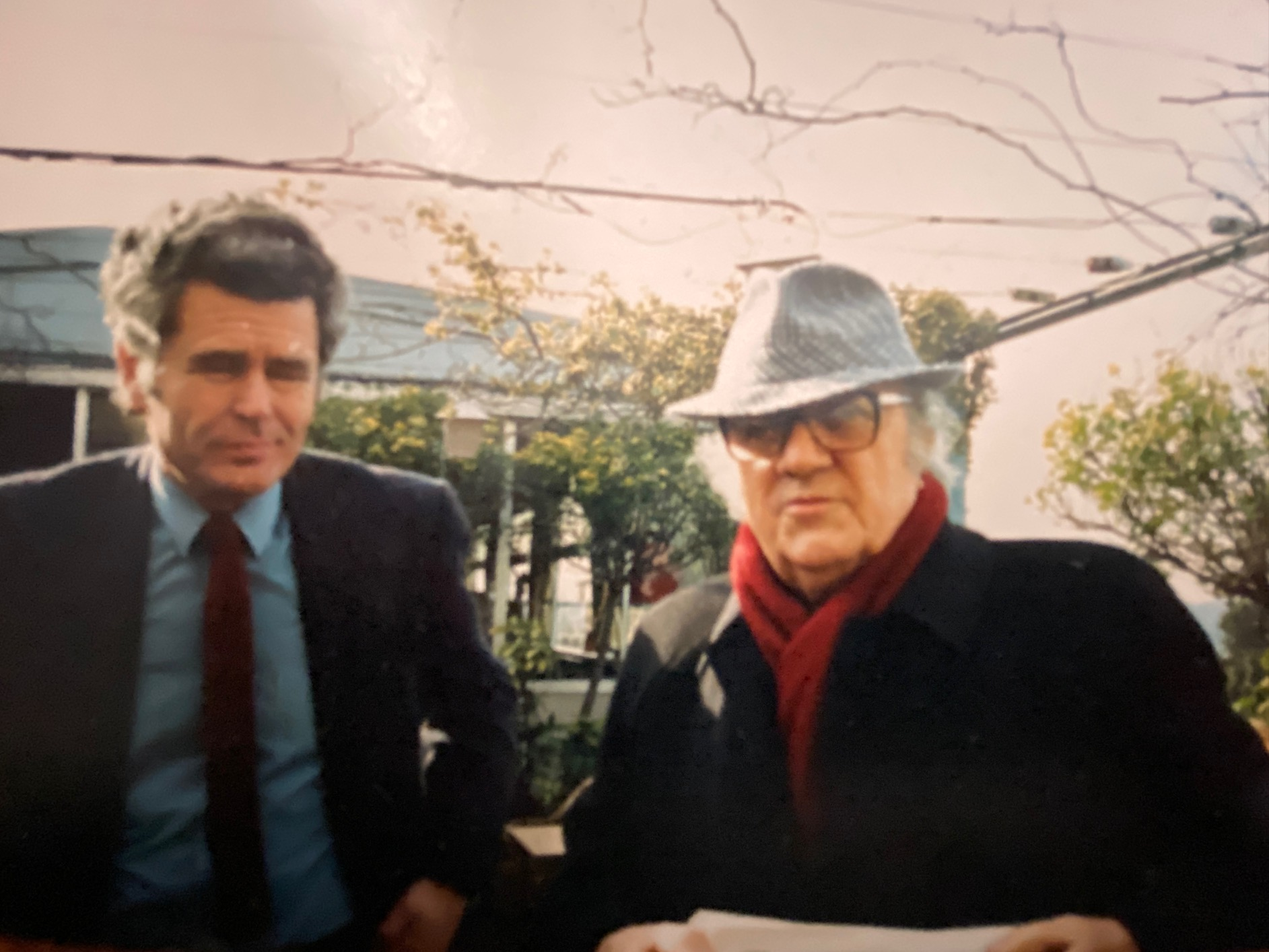
O. Wilfert interviewt F. Fellini, Rom, 26. Januar 1988

Inhaltliche Schwerpunkte seines Schaffens waren zeitlebens die Aufarbeitung der Nazi-Verbrechen, die deutsch-französische Freundschaft und Fragen zur europäischen Integration. Als frankophiler und auch fließend Englisch sprechender Journalist nahm er schon lange vor der Gründung des ARTE-Senders häufig grenzüberschreitende Perspektiven ein, so z.b. in der Reportage „Liebt Michel Marianne?“ von 1965. Detailfragen zur Anerkennung von Studienabschlüssen innerhalb Europas interessierten ihn ebenso wie große und häufig heikle politischen Fragen, wie z.b. die europäischer Rüstungsexporte in dem ARTE-Themenabend „Der Tod wird exportiert“. Auch tauchen in seinem Werk häufiger Umweltthemen auf, teils noch lange bevor sie zu großen politischen Debatten führten, wie z.b. in der Reportage „Wohin mit dem Atommüll?“ von 1966, oder mit der Sendung „Mit den Alpen geht´s bergab“, die Waldsterben in den Alpen thematisierte.
Im Jahr 1988 interviewte Wilfert den italienischen Regisseur und Filmkünstler Federico Fellini u. a. zum Prozess, den Fellini gegen das italienische Privatfernsehen, bzw. den Sender Canale 5 von Silvio Berlusconi führte. Fellini versuchte damals vergeblich zu verhindern, dass seine Filmkunstwerke von Werbung unterbrochen wurden. Das Interview floss in die Reportage „Demnächst in diesem Theater“ (Sendedatum 3. März 1988, ZDF) ein.

## Reportagen und Programme (Auswahl)
- In diesen Tagen: Ein Gespräch mit Oskar Schindler (ZDF, 1963)
- Liebt Michel Marianne? (1965)
- Duckmäuser oder Demokraten? Über politische Erziehung in unseren Schulen (ZDF, 18. Juli 1967)
- Der Schlagbaum als Brücke (ZDF, 18. Februar 1969)
- Wer regiert die Zeitungen? Zur »Inneren Pressefreiheit« (ZDF, 9. Dezember 1969)[10]
- Verkaufsschlager Hitler? (ZDF am 10. Januar 1978)[11]
- Wie wird man Waffen los? Auswirkungen der Abrüstungspläne der Weltmächte auf die Bewaffnung der Bundeswehr (ZDF, 7. Juli 1970)
- Wahlsieg mit Sprengsatz – Veränderungen in Frankreich nach dem Sieg Mitterrands (ZDF, 2. Dezember 1981)
- Zwischen Ghetto und Grüngürtel (ZDF, 26. April 1981)
- Killer, Klatsch und Kommentare (1. Dezember 1981). Otto Wilfert hat sechs Ausgaben der „Bild“-Zeitung unter die Lupe genommen und lässt sie von Paul Breitner, Fritz Sänger, Walter Jens, Franz Wördemann und Margarete Mitscherlich interpretieren
- Eine Woche beim »Stern« - Beobachtungen beim Kampf um die Käufer (ZDF, 13. Juli 1982)
- Wein mit Gift und Milch mit Strahlen? (ZDF, 17. Juli 1986)
- Selbst von der Mafia vergessen: Bericht aus einem sizilianischen Bergdorf" (in "Planquadrat Europa", ZDF, 1987)
- Demnächst in diesem Theater (ZDF, 3. März 1988)
- Supermarkt Europa – Wer bedient sich, wer zahlt drauf? Reportage zum Thema Europäischer Binnenmarkt von Otto Wilfert, 29. April 1989, 21:55 Uhr ZDF
- Zur Sache (6. Februar 1992)
- Arte – was ist das?
- Liaison ohne Leidenschaft[12]
- Abgehängt (1994)
- Frauen in der EU (incl. Jane Fonda)
- Geht der Urlaub Baden?
- Das Tandem (1995)
- Euromärchen (1996)
- Der Tod wird exportiert (ARTE Themenabend)
- Winterreise durch Griechenland (ARTE Themenabend)
- Rüstungspoker
- Alte Welt was nun?
- Auschwitz und die Alliierten
- Generation chancenlos?
- Les Cortasses – Gordes
- Eine Familie in Faro
- Die liebe Not
- Bella Italia
- Der Schoß ist fruchtbar noch
- In der Provence: ein Leben – ein Dorf
- Euromärchen Sterntaler

## Veröffentlichungen
- Lästige Linke. Ein Überblick über die Außerparlamentarische Opposition der Intellektuellen, Studenten und Gewerkschafter. Barbara Asche Verlag, Mainz 1968.
- Es geht nicht nur um Springer: Material und Meinungen zur inneren Pressefreiheit.  Barbara Asche Verlag, Mainz 1968